# فاطمة الزهراء
فَاطِمَةُ الزَّهْرَاءُ بنت الرسول محمد من أول زوجاته أم المؤمنين خديجة بنت خويلد، وأم السبطين الحسن والحسين من زوجها وابن عم أبيها علي بن أبي طالب. ولدت يوم الجمعة 20 جمادى الآخرة في السنة الخامسة بعد البعثة النبوية بعد حادثة الإسراء والمعراج بثلاث سنوات (حسب الروايات الشيعية)، أو في السنة الخامسة قبل البعثة النبوية في مكة، والنبي له من العمر خمسة وثلاثين عامًا (حسب روايات أهل السنة والجماعة).
تُعَدُّ فاطمة الزهراء من النساء العربيات اللاتي عرفن بالبلاغة والفصاحة، حتى أن ابن طيفور المتوفى 280هـ، أورد خطبها في كتابه بلاغات النساء ناقلًا عن أبي الحسين زيد بن علي بن الحسين قوله: "رأيت مشايخ آل أبي طالب يروونه عن آبائهم ويعلمونه أبناءهم".

## بداية حياتها

### نسبها
- هي: فاطمة بنت محمد بن عبد الله بن عبد المطلب بن هاشم بن عبد مناف بن قصي بن كلاب بن مرة بن كعب بن لؤي بن غالب بن فهر بن مالك بن النضر وهو قريش بن كنانة،[6] بن خزيمة بن مدركة بن إلياس بن مضر بن نزار بن معد بن عدنان.[7]

- والدتها: خديجة بنت خُوَيْلِد بن أسَدَ بن عبد العُزَّى بن قصي بن كلاب بن مرة بن كعب بن لؤي بن غالب بن فهر بن مالك بن النضر وهو قريش بن كنانة،[8] بن خزيمة بن مدركة بن إلياس بن مضر بن نزار بن معد بن عدنان.[7]

- إخوتها: لفاطمة ثلاثة إخوة وثلاث أخوات، كلهم أشقاء من أبيها النبي محمد وأمها خديجة بنت خويلد إلا أخيها إبراهيم بن محمد فهو من سريِّة النبي مارية القبطية، وإخوتها هم: القاسم بن محمد وزينب بنت محمد ورقية بنت محمد وأم كلثوم بنت محمد وعبد الله بن محمد وإبراهيم بن محمد.[9] وفاطمة هي أصغر بنات النبي.[10]

## ولادتها
هناك اختلاف في تاريخ ولادتها، يذهب أهل السنة والجماعة قبل البعثة النبوية بخمس سنين وقريش تبني البيت يوم حكم والدها النبي محمد في النزاع حول الحجر الأسود في مكانه.
بينما ذهب ابن عبد البر والحاكم إلى أنها ولدت وعمر النبي إحدى وأربعون عامًا أي بعد سنة من البعثة النبوية.
وذهب أكثر الشيعة إلى أن فاطمة الزهراء ولدَتْ بعد البعثة النبوية بخمسة أعوام في أول شهر جمادى،
لكن الشيخ المفيد في حدائق الرياض وقد نقل عنه الكفعمي في مصباح المتهجد والعدد القوية  يرى أنها ولدت بعد عامين من البعثة. وانفرد ابن أبي الثلج البغدادي في تاريخ الأئمة برأي وافق فيه علماء أهل السُّنَّة في أنها ولِدَتْ قبل البعثة بخمس سنوات وقريش تبني البيت.
فبينما يكاد علماء الشيعة يجمعون على أن عمرها عند وفاتها كان ثمانية عشر عامًا ومنهم: المجلسي والطبرسي والكليني والإربلي والنيسابوري والشيخ الصدوق وابن شهر آشوب، يرى أغلب أهل السُّنَّة ومنهم ابن عبد البر أن عمرها كان عند الوفاة تسعة وعشرين عامًا ، غير أن هناك اتفاقًا على أن فاطمة كانت أصغر بنات رسول الإسلام محمد بن عبد الله صلى الله عليه وسلم.
وعلى جانب آخر تقول بعض الروايات الشيعية أن خديجة بنت خويلد ما كانت تشعر بثقل حملها، وكانت تكلّم فاطمة وهي جنين لتؤنسها وتسلّيها.

## نشأتها
شَهَدَتْ فاطمة منذ طفولتها أحداثًا جسامًا كثيرةً، فقد كان النبي يعاني من اضطهاد قريش وكانت فاطمة تُعِينهُ على ذلك الاضطهاد وتسانده وتؤازره، كما كان يعاني من أذى عَمه أبي لهب وامرأته أم جميل من إلقاء القاذورات أمام بيته فكانت فاطمة تتولى أمور التنظيف والتطهير.
وكان من أشد ما قَاسَته من آلالام في بداية الدعوة ذلك الحصار الشديد الذي حُوصَرْ فيه المسلمون مع بني هاشم في شعب أبي طالب، وأقاموا على ذلك ثلاثة سنوات، فلم يكن المشركون يتركون طعامًا يدخل مكة ولا بيعاٌ إلا واشتروه، حتى أصاب التَّعب بني هاشم واضطروا إلى أكل الأوراق والجلود، وكان لا يصل إليهم شيء إلا مستخفيًا، ومن كان يريد أن يصل قريبًا لهُ من قريش كان يصله سرًا.
وقد أثر الحصار والجوع على صحة فاطمة، ولكنّه زادها إيمانًا ونضجًا. وما كادت فاطمة الصغيرة تخرج من محنة الحصار حتى فوجئت بوفاة أمها خديجة فامتلأت نفسها حزنًا وألمًا، ووَجَدَتْ نفسها أمام مسؤوليات ضخمة نحو أبيها مُحَمَّد بنِ عَبد الله، وهو يمرّ بظروف قاسية خاصة بعد وفاة زوجته وعمّه أبي طالب. فما كان منها إلا أن ضاعفت الجهد وتحملت الأحداث بصبر، ووقفت إلى جانب أبيها الرسول مُحَمَّد بنِ عبد الله صلى الله عليه وسلم لتقدم له العوض عن أمها وزوجته ولذلك كانت تُكنّى بـ أم أبيها.

## هجرتها
حَسَبْ رواية أهل السُّنَّة
- هَاجَرَتْ الزهراء إلى المدينة المنورة وهيَ في الثامنة عشرة من عمرها وكَانَتْ مَعَها أخْتَها أم كلثوم وأُم المؤمنين سودة بنت زمعة بصحبة زيد بن حارثة وهاجر معهم: أُم المؤمنين عائشة وأمها أم رومان بصحْبَة عبد الله بن أبي بكر، وكان ذلك في السنة الأولى من الهجرة.

حَسَبْ رواية الشيعة
هَاجَرَتْ الزهراء من مكة إلى المدينة المنورة حَيثْ هَاجَرَتْ معَ علي بن أبي طالب وأمهُ فاطمة بنت أسد وفاطمة بنت الزبير وأم أيمن بركة وقوم من ضعفاء المؤمنين، وزاد بعضهم: فاطمة بنت حمزة بن عبد المطلب وفاطمة بنت عتبة. وقد سُمِيَتْ هجْرَتُهم بهجْرَة الفواطم.

## زواجها

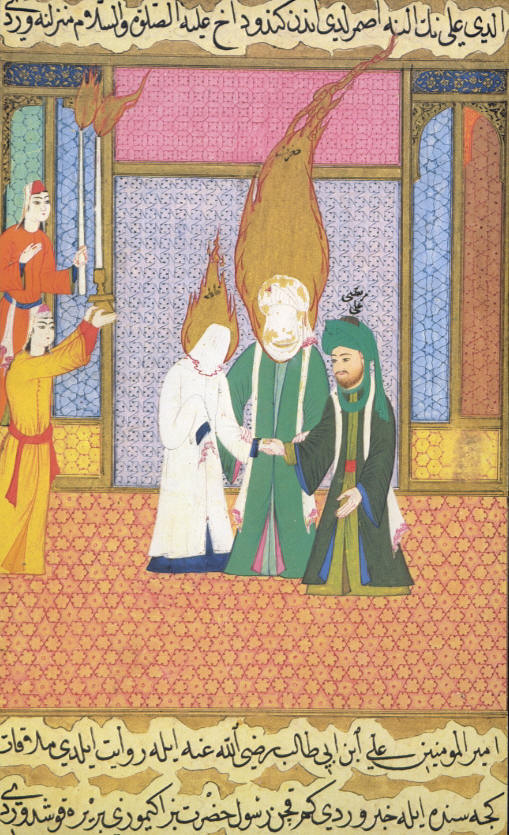
رسم تُركي عُثماني للرسول مُحمَّد وهو يُزوّج ابنته فاطمة بابن عمّه عليّ، وقد غُطي وجه فاطمة ومُحمَّد باللون الأبيض احترامًا لهما.

في شهر صفر من السنة الثانية من الهجرة زوج النبي ابنته فاطمة لعلي بن أبي طالب، ولم يتزوج بأخرى في حياتها، وقال ابن عبد البر: دخل بها بعد معركة أحد. وقد رُوي أن تزويج فاطمة من علي كان بأمر من الله، حيث توالى الصحابة على محمد لخطبتها إلا أنه ردهم جميعا حتى أتى الأمر بتزويج فاطمة من علي، فأصدقها علي درعه الحطمية ويقال أنه باع بعيرا له وأصدقها ثمنه الذي بلغ 480 درهما على أغلب الأقوال. وأنجب منها الحسن والحسين في السنتين الثالثة والرابعة من الهجرة على التوالي، كما أنجب زينب وأم كلثوم والمحسن، والأخير حوله خلاف تاريخي حيث يروى أنه قتل وهو جنين يوم حرق الدار، وفي روايات أخرى أنه ولد ومات في حياة النبي، في حين ينكر بعض السنة وجوده من الأساس. في أكثر من مناسبة صرح محمد أن علي وفاطمة والحسن والحسين هم أهل بيته مثلما في حديث المباهلة وحديث الكساء، ويروى أنه كان يمر بدار علي لإيقاظهم لآداء صلاة الفجر ويتلو آية التطهير. وقد روى الليث بن سعد: «تزوج علي فاطمة فولت له حسنًا، وحسينًا، ومحسنًا، وزينب، وأم كلثوم، ورقية، فماتت صغيرة ولم تبلغ» وينقل أبو إسحاق الإسفراييني ويضيف أن علي وفاطمة أنجبا سكينة.

## أسماؤها وألقابها

### سَبَبْ تَسْمِية الرسول لها بفاطمة

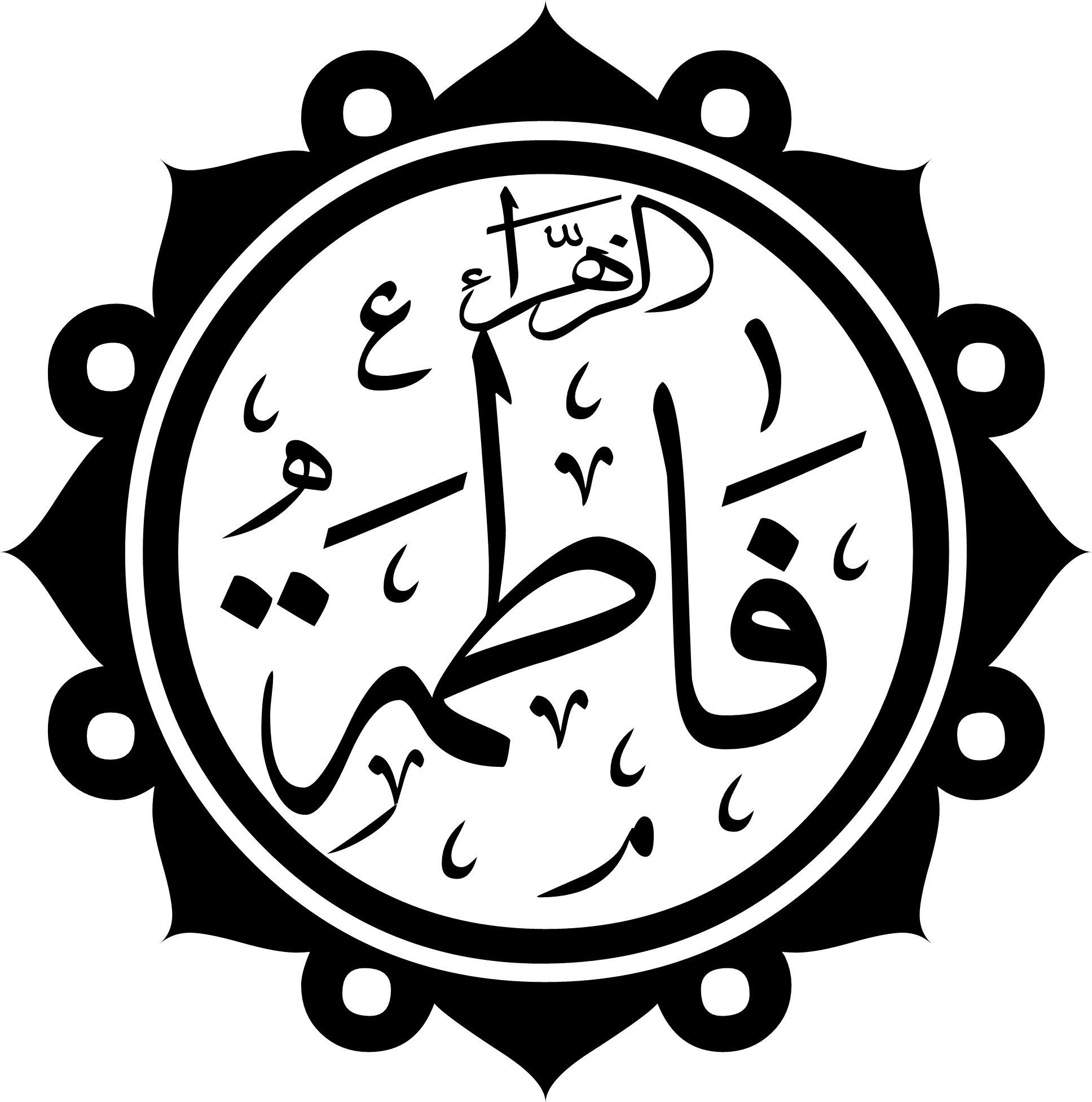
تخطيط لاسم فاطمة الزهراء.

تعددت أسماء فاطمة الزهراء وألقابها. أما تسمية «فاطمة» فقد قال عنها الخطيب البغدادي وابن حجر الهيتمي في الصواعق المحرقة: «أن الله سمّاها فاطمة لأنه فطمها ومحبيها عن النار»، وفي سنن الأقوال والأفعال روى الديلمي عن أبي هريرة: «إنما سميت فاطمة لأن الله فطمها ومحبيها عن النار». بينما قال محب الدين الطبري في ذخائر العقبى: «إن الله فطمها وولدها عن النار».

### من ألقابها
- الزهراء: هناك أقوال بأنها كانت بيضاء اللون مشربة بحمرة زهرية. إذ كانت العرب تسمي الأبيض المشرب بالحمرة بالأزهر ومؤنثه الزهراء، وهناك من يقول أن النبي محمد هو من سماها بالزهراء لأنها كانت تزهر لأهل السماء كما تزهر النجوم لأهل الأرض، وذلك لزهدها وورعها واجتهادها في العبادة، وفي ذلك ينقل بعض المحدثين وأصحاب السير عنها عباداتٍ وأدعيةً وأورادًا خاصة انفردت بها، مثل: تسبيح الزهراء، ودعاء الزهراء وصلاة الزهراء وغير ذلك.[38]
- البتول: تعددت الأقوال حول هذه التسمية، منها:
  - قول النووي في شرح مسلم: التبتل هو الانقطاع عن النساء وترك النكاح انقطاعًا إلى عبادة الله، وأصل التبتل القطع ومنه مريم البتول وفاطمة البتول لانقطاعهما عن نساء زمانهما دينا وفضلًا ورغبة في الآخرة.[39]
  - قول ابن حجر العسقلاني في الفتح: وقيل لفاطمة البتول إما لانقطاعها عن الأزواج غير علي، أو لانقطاعها عن نظرائها في الحسن والشرف.[39]
  - قيل: لأنها تبتلت عن دماء النساء.
- الحوراء الإنسية: ويستشهدون برواية عن رسول الإسلام أوردها الطبراني في المعجم الكبير: (فاطمة حوراء إنسيّة، فكلّما اشتقتُ إلى رائحة الجنّة شممتُ رائحة ابنتي فاطمة).[40] وجاء الحديث برواية عائشة فهو: «إنّي لما أُسري بي إلى السماء، أدخلني جبريلُ الجنّة، فناولني منها تفّاحة، فأكلتُها فصارت نُطفةً في صُلبي، فلمّا نزلتُ واقعتُ خديجة، ففاطمة من تلك النطفة، وهي حوراء إنسيّة، كلمّا اشتقتُ إلى الجنّة قبّلتُها.»[41] أما الحديث الثاني رواه الطبراني وفيه أبو قتادة الحراني وثقه أحمد وقال: كان يتحرى الصدق، وأنكر على من نسبه إلى الكذب، وضعفه البخاري وغيره، وقال بعضهم: متروك، وفيه من لم أعرفه أيضًا، وقد ذكر هذا الحديث في ترجمته في الميزان وقال فيه ابن حجر: هذا مستحيل، فإن فاطمة ولدت قبل الإسراء بلا خلاف.[42]
- الصديقة: لأنها لم تكذب قط.[43]
- المباركة: لظهور بركتها.
- الزكية: لأنها كانت أزكى أنثى عرفتها البشرية.[بحاجة لمصدر]
- المرضية: لأن الله سيرضيها بمنحها حق الشفاعة.
- المحدثة: لأن الملائكة كانت تحدثها.[44]
- الحانية: لأنها كانت تحن حنان الأم على أبيها النبي وزوجها وأولادها، والأيتام والمساكين.
- أم الأئمة.
- الطاهرة.
- المنصورة.
- الصادقة.
- الريحانة.
- البضعة: لقول رسول الإسلام محمد: فاطمة بضعة مني.[45]

## أم أبيها
أم أبيها هي كنية من كنى فاطمة الزهراء بنت نبي الإسلام محمد، كنّى النبي بها ابنته فاطمة، ويناديها بأم أبيها، حيث قال:«فاطمة أم أبيها». وكان النبي يقول: مرحبًا بأُم أبيها.

### سبب تكنية فاطمة بأم أبيها
ذكر أكثر من سبب وراء تكنية فاطمة الزهراء بهذه الكنية. إن هذه الكنية تحمل دلالات في نفس الوقت لأنه حسب ما جاء في الآيات الأولى من سورة النجم 
 عندما يكنّي النبي بنته بأم أبيها، يقصد من ذلك، الإشارة إلى نقاط هامّة يذكر العلماء بعض هذه النقاط كما في الآتي:

#### رعايتها المتميزة لأبيها
إن فاطمة الزهراء منذ طفولتها، كانت ترعى أباها رعاية متميزة كرعاية الأم لولدها، وكانت تضمّد جراح أبيها بعد الغزوات أو عند تعرض الكفار للنبي حيث كانوا يصيبونه بجروح. فكانت له بمثابة الأم الرحيمة والعطوفة التي تغدق عليه حنانها ومحبتها، بل كانت له أكثر حنانًا وعطفًا وشفقة من الأم.

#### تقدير النبي لها
لعله أراد بتكنيته لها بهذه الكنية، أن يظهر تقديره وحبه وحنانه تجاهها، بإظهار المحبة لها على مستوى محبته لأمه آمنة بنت وهب، ليعرف الجميع بأن ابنته الزهراء هي موضع دلاله وتقديره وحبه وحنانه على هذا المستوى الرفيع.

#### إظهار النبيّ المحبة لفاطمة
ونقل التبريزي الأنصاري: إنّ النكتة في هذه التكنية إنما هي محض إظهار المحبة، فإن الإنسان إذا أحبّ ولده أو غيره وأراد أن يظهر في حقّه غاية المحبّة قال: «يا أمّاه» في خطاب المؤنّث، ويا «أباه» في خطاب المذكّر، تنزيلًا لهما بمنزلة الأُمّ والأب في المحبّة والحرمة، على ما هو معروف في العرف والعادة.

### الأحاديث حول الكنية
هناك كثير من الأحاديث عن طريق أهل السُّنَّة والجماعة، وكذلك عند الشيعة، والتي عَبَرَتْ عن هذه الكنية وخصصتها بفاطمة الزهراء عن قول الرسول محمد، منها:
- منهم الحافظ أبو القاسم سليمان بن احمد الطبرانيّ المتوفى سنة 360هـ في «المعجم الكبير» (ج 22، ص 397، ط مطبعة الأمة، بغداد) قال: حدثنا الحسين بن فهم، ثنا مصعب بن عبد اللّه الزبيري قال: كنية فاطمة أم أبيها. وكذلك حدثنا محمد بن علي المديني فستقه قال: وكانت فاطمة بنت رسول اللّه ﷺ تكنى أم أبيها.[48]
- وذكر عدة من الكتب التاريخية رواية عن أبي عبد الله جعفر الصادق الإمام السادس عند الشيعة عن أبيه أنه قال: «أنّ فاطمة كانت تُكنى أُمّ أبيها».[53][54] وروي ذلك عن مصعب بن عبد الله الزبيري، ومحمد بن علي المديني وابن الأثير.[46][55][56]
- وذكر أبو الفرج الأصفهاني في كتابه الأغاني: «وكانت أول هاشمية تزوّجها هاشمي، وهي أم سائر ولد أبي طالب. وأم الحسين بن علي بن أبي طالب: فاطمة بنت رسول الله. وأمها خديجة بنت خويلد بن أسد بن عبد العزّى بن قصيّ. وكانت خديجة تكنى أم هند، وكانت فاطمة تكنى أم أبيها.[57]

## أولادها
انحصر نسل النبي محمد بابنته فاطمة. فهي بنت محمد الوحيدة من بين أولاده التي كانت لها عقب. فهم:

### أبناؤها
- الحسن: سبط الرسول محمد، وحفيده، وريحانته، وسيد شباب أهل الجنة حسب عقيدة المسلمين، كنيته أبو محمد، والإمام الثاني عند الشيعة، ورابع أصحاب الكساء.
- الحسين: سبط الرسول محمد نبي الإسلام وحفيده، ويلقب بسيد شباب أهل الجنة، كنيته أبو عبد الله، والإمام الثالث عند الشيعة، وخامس أصحاب الكساء.
- المحسن بن علي:سبط نبي الإسلام محمد وحفيده، يقر بوجوده السنة والشيعة معًا. وحسب الروايات السنية أنه مات صغيرًا في حياة النبي محمد.[59][60][61]

### بناتها
- زينب بنت علي.
- أم كلثوم بنت علي.[62][63]

## مكانتها
لفاطمة بنت محمد مكانة عظيمة عند المسلمين بشتى طوائفهم؛ فتجمع على أن لها شأن عند الله يفوق كل نساء العالم، وأنها سيدة نساء العالمين وفقًا للمنظور الإسلامي، ولا يشاركها تلك المكانة سوى القليل من النساء مثل مريم بنت عمران على سبيل المثال، مع أنهم يؤمنون أيضا أن مريم من أفضل نساء العالمين وأتقاهن، وتستمد فاطمة مكانتها عند الشيعة من أنها أم الأئمة المعصومين لديهم، ولديهم الكثير من الروايات التي تبين مكانتها وأفضليتها عن كل النساء، فبعض المصادر الشيعية تروي أنها ولدت بعد أن أكل والدها تفاحة من الجنة فصارت نطفة في صلبه وكانت هي من هذه النطفة، وروايات شيعية أخرى تذكر أن أفضل نساء العالمين - طبقًا للمنظور الإسلامي - أتين لتوليد خديجة من العالم الآخر تكريمًا للزهراء، ويعتقد الشيعة كذلك بعصمتها، وهي في المرتبة الثالثة من حيث المكانة بعد أبيها محمد وعلي بن أبي طالب. أما من المنظور السني ففاطمة بنت نبيهم وسيدة نساء العالمين، وترجع أفضليتها لأنها من أكثر من عانى وقاسى مع أبيها محمد؛ وكانت هي الراعية له على الرغم من صغر سنها وقسوة الظروف المحيطة بها. ولكنهم لا يعتقدون بعصمتها أو إمامة زوجها وذريتها، وإن كانوا جميعًا ذوي مكانة عظيمة وفقًا لمعتقد أهل السنة والجماعة.

### أحاديث الرسول محمد في فضائلها
1. حَسْبُك مِنْ نساءِ العالَميَن أَرْبَع: مَرْيمَ وَآسيَة وَخَديجَة وَفَاطِمَة.[66][67][68]
2. خَيْرُ نِساءِ العالَمين أَرْبَع: مَرْيمَ وَآسيَة وَخَديجَة وَفَاطِمَة.[69][70][71][72]
3. أَحَبُّ أَهْلِي إِليَّ فَاطِمَة.[73][74][75][76]
4. سيّدَةُ نِساءِ أَهْلِ الجَنَّةِ فَاطِمَة.[77][78][79]
5. يَا فَاطِمَة إِنّ اللّهَ يَغْضِبُ لِغَضَبَكِ.[80][81][82]
6. المَهْدِيِ مِنْ عِتْرَتي مِنْ وُلدِ فَاطِمَة.[83]
7. فَاطِمَة بَضْعَةٌ مِنّي، يُريبُنِي ما رابَها، وَيُؤذِيني ما آذاهَا.[70][84][85][86][87][88][89][90][91][92][93][94][95]
8. أُنْزِلَتْ آيَةُ التطْهِيرِ فِيْ خَمْسَةٍ فِيَّ، وَفِي عَليٍّ وَحَسَنٍ وَحُسَيْنٍ وَفَاطِمَة.[96][97]
9. فَاطِمَة بَهْجَةُ قَلْبِي وَابْناها ثَمْرَةُ فُؤادِي.[98]
10. يَا فَاطِمَة أَنْتِ أَوَّلُ أَهْلِ بَيْتي لُحُوقًا بِي.[90][99][100][101]
11. فَاطِمَة بَضْعَةُ مِنّي فَمَنْ أَغْضَبَها أَغْضَبَنِي.[86][102][103][104][105][106][107][108][109]
12. كلُّ بَنِي أُمّ يَنْتَمونَ إِلى عُصْبَةٍ، إِلاّ وُلدَ فَاطِمَة.[110][111][112][113]
13. إذا كانَ يَوْمُ القيامَةِ نادى مُنادٍ: يا أَهْلَ الجَمْعِ غُضُّوا أَبْصارَكُمْ حَتى تَمُرَّ فَاطِمَة.[91][94][114][115][116][117][118][119][120]
14. أَوَّلُ مَنْ دَخَلَ الجَنَّةَ فَاطِمَة.[121]
15. إنّ اللّهَ عَزَّ وَجَلَّ فَطَمَ ابْنَتِي فَاطِمَة وَوُلدَهَا وَمَنْ أَحَبًّهُمْ مِنَ النّارِ فَلِذلِكَ سُمّيَتْ فاطِمَة.[122]
16. فَاطِمَة حَوْراءُ آدَميّةَ لَم تَحضْ وَلَمْ تَطْمِث.[123][124][125][126]
17. كَمُلَ مِنَ الرِّجال كَثِيرُ وَلَمْ يَكْمُلْ مِنَ النساءِ إِلاّ أَرْبَع: مَرْيَم وَآسِيَة وَخَديجَة وَفَاطِمَة.[127]
18. فَاطِمَة سيِّدَةُ نِساءِ أُمَّتِي.[128][129][130][131]

## فاطمة وميراث أبيها
تَعَدَدَت الأقوال والروايات حول ميراث فاطمة، ففي حين يرى الشيعة أن أرض فدك من حق فاطمة كميراث شرعي، وأن تمسك أهل السنة بأن الأنبياء لا يورثون وأن ما تركوه صدقة، ويستشهدون بحديث الرسول: «لا نورث، ما تركنا صدقة»، فهو الرأي الذي استند عليه أبو بكر حين كان خليفة المسلمين وعمر بن الخطاب، وأن فاطمة وزوجها علي بن أبي طالب استمسكا بالرأي القائل بأنه حقها. ويسميها الشيعة مظلومية الزهراء، ويعتقدون بأن فاطمة توفيت وهي غَاضِبة على أبي بكر وعمر مستشهدين بأحاديث وروايات من عند أهل السنة أنفسهم كرواية البخاري في صحيحه عن عائشة بنت أبي بكر.
احتجاجات فاطمة:
- هذا كِتابُ اللَّهِ حُكْمًا عَدْلًا وَناطِقًا فَصْلًا.
- كِتابُ اللَّهِ بَيْنَ اَظْهُرِكُمْ، اُمُورُهُ ظاهِرَةٌ... إذ يَقُولُ: «يَرِثُني وَيَرِثُ مِنْ آلِ يَعْقُوبَ»، وَيَقُولُ: «وَ وَرِثَ سُلَيْمانُ داوُدَ».
- ما كانَ أبي رَسُولُ اللَّهِ عَنْ كِتابِ اللَّهِ صادِفًا، وَلا لِاَحْكامِهِ مُخالِفًا.
- بَيَّنَ عَزَّ وَجَلَّ فيما وَزَّعَ مِنَ الْاَقْساطِ، وَشَرَعَ مِنَ الْفَرائِضِ وَالْميراثِ...، ما أزاحَ بِهِ عِلَّةَ الْمُبْطِلينَ وَأزالَ التَّظَنّي وَالشُّبَهاتِ فِي الْغابِرينَ، كَلاَّ بَلْ سَوَّلَتْ لَكُمْ أنْفُسُكُمْ أمْرًا.
- أفي كِتابِ اللَّهِ تَرِثُ أباكَ وَلا أرِثُ أبي؟
- أفَخَصَّكُمُ اللَّهُ بِآيَةٍ أخْرَجَ أبي مِنْها؟[136]

إجابة أبي بكر:
- وَاللَّهِ ما عَدَوْتُ رَأْىَ رَسُولِ اللَّهِ، وَلا عَمِلْتُ اِلاَّ بِاِذْنِهِ، وَالرَّائِدُ لا يَكْذِبُ أهْلَهُ، وَإنّي أُشْهِدُ اللَّهَ وَكَفى بِهِ شَهيدًا، أنّي سَمِعْتُ رَسُولَ اللَّهِ يَقُولُ: «نَحْنُ مَعاشِرَ الْأنْبِياءِ لا نُوَرِّثُ ذَهَبًا وَلا فِضَّةًّ، وَلا دارًا وَلا عِقارًا، وَإنَّما نُوَرِّثُ الْكِتابَ وَالْحِكْمَةَ وَالْعِلْمَ وَالنُّبُوَّةَ، وَما كانَ لَنا مِنْ طُعْمَةٍ فَلِوَلِيِّ الْاَمْرِ بَعْدَنا أنْ يَحْكُمَ فيهِ بِحُكْمِهِ».
- هؤُلاءِ الْمُسْلِمُونَ بَيْني وَبَيْنَكِ قَلَّدُوني ما تَقَلَّدْتُ، وَبِاتِّفاقٍ مِنْهُمْ أخَذْتُ ما أخَذْتُ.[136]

رؤية أهل السُّنَّة
يرى أهل السنة والجماعة أن حديث قول النبي: «لا نورث ما تركنا فهو صدقة» لم ينفرد به أبو بكر وإنما رواه أبو بكر وعمر وعثمان وغيرهم ،وأن المال الذي خلفه النبي لم يجعله أبو بكر لنفسه ولا لأهل بيته وإنما هذا المال هو صدقة لمستحقيها، كما يرى أهل السُّنَّة والجماعة أن في كتب الشيعة حديث (... وإنّ العلماء ورثة الأنبياء، إنّ الأنبياء لم يورّثوا دينارًا ولا درهمًا ولكن ورّثوا العلم فمن أخذ منه أخذ بحظ وافر) صحيح كما بيّن ذلك المجلسي وغيره ، ولعل حكمة الله في هذا الحكم - في أن لا يورث الرسولا لمال لآله من بعده - هو حتى لا يكون ذلك شبهة لمن يقدح في نبوة النبي بأنه طلب الدنيا وقاتل في الغزوات ليخلف الثروات والأموال لورثته، كما صان الله الرسول عن معرفة القراءة والكتابة وعن قول الشعر وذلك صيانة لنبوته عن الشبهة 
رؤية الشيعة
تَمَسَكْ الشيعة بموقف الزهراء التي استشهدت فيه بالقرآن ردًا على الحديث الذي رواه أبو بكر ليحاج بأن لا إرث لها، وهو الحديث الذي رده بعض علماء السنة على أنه موضوع ويرى بعض علماء الشيعة ومنهم محمد باقر الصدر أن الحديث الذي رواه أبو بكر إذا صح فهو يضرب بعضهُ بعضًا، فإذا كان الأنبياء يورثون العلم والحكمة وليس المال فإن فاطمة بنص الحديث تَرثْ علم النبي وحكمته وبالتالي تكون مطالبتها بإرثها حجة على الخليفة بوصفها أعلم بدين محمد بنص الحديث الذي رواه أبو بكر نفسه، وأيضًا يترتب عليه أنه إذا كانت فاطمة وعلي يرثان علم وحكمة النبي فلماذا منعوا من ميراثهم هذا بإبعادهم عن الإمامة. إذ لو صح الحديث فهو حجة لهم لا عليهم
بعد القضية
إن عمر قام بتسليم هذا المال إلى علي والعباس يفعلان فيه ما كان النبي يفعله وأن يجعلانه صدقة، وأن علي لما ولي الخلافة لم يغيرها عما عمل فيها في عهد الخلفاء الثلاثة ولم يتعرض لتملكها ولا لقسمة شيء منها بل كان يصرفها في الوجوه التي كان من قبله يصرفها فيها، فيعتقد أهل السُّنَّة أنهُ ثَبَتْ عن فاطمة أنها رضيت عن أبي بكر بعد ذلك وماتَتْ وهيَ راضية عنه ، بينما يرى مؤرخو الشيعة أن هذا الموقف يُناقض رواية أبو بكر. ورَدُّ فدك حدث مرات عدة أخرى في عصور أخرى؛ إذ أن الخليفة الأموي عمر بن عبد العزيز ردها إلى أبناء فاطمة في عصره كما عرض هارون الرشيد على موسى الكاظم أن يرد إليه فدك لكن موسى أوضح أن العلويين يرجئون الفصل فيها إلى يوم الحساب.

## وفاتها

### عند أهل السُّنَّة
يعتقد أهل السُّنَّة أنّ فاطمة صَالحَتْ أبا بكر، ورضيت به كخليفة بعد رسول الله قبل وفاتها، في حين يَعْتَقد الشيعة أنّ غضبها عليه ظلّ قائمًا حتى وفاتها.
تذكر مصادر السنّة التاريخية أنّ فاطمة توفيت نتيجة وفاة والدها. يكتب الباحث الصوفي مظفر أوزاك: لم تذق فاطمة بعد وفاة أبيها الطعام، بل وقد نسيت الفرح والضحك، وبقيت في بيتها تبكي أباها ليلًا ونهارًا حتى فارقت الحياة. حيث اغتسلت حين حان فراقها، وتكفنت وأمرت زوجها عليا رضي الله عنهما أن لا يكشفها إذا قبضت، وأن يدرجها في ثيابها كما هي، فدفنها علي رضي الله عنه ليلا ببقيع الغرقد، ونزل في قبرها، العباس، وعلي، والفضيل، سنة إحدى عشرة من الهجرة.

### عند الشيعة
بعد أن رجع الرسول محمد من حجّة الوداع استدعى ابنتهُ فاطمة وأبلغها بأنّه سيموت قريبًا وأنّها أوّل من يلحق به من أهل بيته، فلّما توفّي ظلّت فاطمة تعاني من الحزن والألم حتى توفيت بعده بأقلّ من ستّة أشهر في 10 من جمادى الأولى.
و بَقِيَتْ بعد وفاة أبِيها في حالة من الحزن وكانت تنعى أباها كلّ يوم بمجرد أن تؤدّي واجبها تجاه زوجها علي ووُلدها، فَضَعَفْ جسْمَها شيئًا فشيئًا حتى أشْرَفْتْ على الموت.
يَعْتَقِدْ الشيعة أنّ فاطمة توفيت متأثرة بجروح أُصِيبَتْ بِها بعد أن داهَمْ منزلها عمر بن الخطّاب الذي يتّهمهُ الشيعة بأنّه قام بتهديد بيت علي بإشعال النار فيه. فتمّ فتح الباب على يد أحد المهاجمين الذين ضربوا فاطمة فسقطت على الأرض. ويقال إنّ هذا الهجوم سَبّبْ في كسر ضلعها بينما كانت حاملًا ممّا تسبّب في إجهاضها. تَذكُر مصادر الشيعة أنّ فاطمة رأت أباها في عالم الرؤيا يبلغها بأنّها ستموت قريبًا. وأبلغت فاطمة عليًا هذا الخبر بأنّ وفاتها وشيكة. وطلبت منه ألّا يسمح بحضور الظالمين عند صلاة الجنازة أو مشاركتهم في الدفن.
تذكر بعض المصادر أنّها في صباح وفاتها أغتسلت وتلبّست بثياب جُدُدْ، وتَمَدَدَتْ على فِراشَها، فأبلَغَتْ عليًا بأنّ موعد الوفاة قد حان، فأخذ علي بالبكاء وأخذت تُصَبّر عليه وطَلبتْ منهُ أن يدفنها دون إقامة مراسم. ويُقال أنّ ابنيها الحسن والحسين هما أوّل من اطّلع على وفاتها فأسرعا إلى المسجد حَيث يصلّي فيه علي فأخبراه فسقطْ مغشيًا عليه وبعد أن أفاق من غشْيتهِ أخذ بتنفيذ وصيتها ودفنها في ليلة 13 من جمادى الأولى سنة 11 هـ (632م) كما قام بتحضير ثلاثة قبور زائفة لضمان عدم التعرّف على قبرها الحقيقي. وكان معه عائلته وعَدَدْ قليل من الصحابة المقرّبين.

## مدفنها
هناك خِلافْ حول وقت وفاتها، ولكن ترجح رواية أن الفترة بين وفاتها ووفاة أبيها هي خمسة وتسعون يومًا، أي في يوم الثالث من شهر جمادى الآخرة 11هـ، ورواية أخرى تقول أن الخلاف حول عمرها عند وفاتها ناتج عَنْ الخلاف حول وقت ميلادها.